# Shindemizu-dōri
Pour les articles homonymes, voir Demizu.
Le Shindemizu-dōri (新出水通, Shindemizu-dōri) est une voie du centre-nord de Kyoto, dans l'arrondissement de Kamigyō. Elle débute à double sens au Shichihonmatsu-dōri (ja) jusqu'au Senbon-dōri (en), à la suite de laquelle elle devient orientée ouest-est en sens unique jusqu'à son aboutissant, le Higurashi-dōri.

## Description

### Situation
Le Shindemizu-dōri est une petite rue tranquille d'environ 600 mètres située entre les rues Shichihonmatsu et Higurashi, dans l'arrondissement de Kamigyō.
Elle précède le Demizu-dōri et suit le Shimodachiuri-dōri.

### Voies rencontrées
À double sens, jusqu'au Senbon-dōri, puis à sens unique en direction ouest-est jusqu'au Higurashi-dōri. Les voies rencontrées de la droite sont mentionnées par (d), tandis que celles rencontrées de la gauche, par (g), en gardant le sens de l'ouest vers l'est.
1. Shichihonmatsu-dōri (ja) (七本松通)
2. Rokkenmachi-dōri (六軒町通)
3. (d) Rue sans nom

Rue ouest-est
1. Senbon-dōri (en) (千本通)
2. Tsuchiyamachi-dōri (土屋町通)
3. Jōfukuji-dōri (浄福寺通)
4. (g) Uramon-dōri (裏門通)
5. Chiekōin-dōri (智恵光院通)
6. Higurashi-dōri (日暮通)

En 1951, la rue ne touchait pas le Shichihonmatsu-dōri et commençait en cul-de-sac peu avant le Rokkenmachi-dōri :

## Odonymie
La rue tire son nom de la rue Demizu, juste au-dessus d'elle, le « Shin » dans « Shindemizu» signifiant nouveau[réf. nécessaire]. 

## Histoire
Puisque le Shimodachiuri-dōri était une rue marchande très passante, une rue a été établie derrière en expropriant des terres privées. La nouvelle rue a servi de logement aux travailleurs du Shimodachiuri-dōri.

## Patrimoine et lieux d'intérêt
La rue est très petite, mais on y retrouve plusieurs maisons de ville traditionnelles et maisons longues des siècles précédents et préservés par des associations locales.
On retrouve deux temples sur la rue, le Shōfuku-ji (昌福寺), au coin avec la rue Chiekōin, et le Shōrin-ji (松林寺), près du début de la rue Uramon.